# مارتین جی‌آرام مارس
مارتین جی‌آرام مارس (به انگلیسی: Martin JRM Mars) یک هواگرد ساختِ کارخانهٔ گلن ال. مارتین کمپانی در کشور ایالات متحده آمریکا است که در سال ۱۹۴۵–۱۹۴۸ ساخته شد. نخستین استفاده‌کنندهٔ این هواگرد نیروی دریایی ایالات متحده آمریکا بوده‌است. این هواگرد برای نخستین بار در ۲۳ ژوئن ۱۹۴۲ میلادی مورد استفاده قرار گرفت.